# Žitkovac
Pour le village kosovar, voir Žitkovac (Zvečan).
Žitkovac (en serbe cyrillique : Житковац) est une localité de Serbie située dans la municipalité d'Aleksinac, district de Nišava. Au recensement de 2011, elle comptait 2 569 habitants.
Žitkovac est officiellement classé parmi les villages de Serbie. En serbe, Žitkovac signifie « la terre du blé ».

## Géographie
Žitkovac est situé dans la vallée de la Južna Morava (la « Morava du sud »). Outre la Južna Morava, le village est également arrosé par la Sokobanjska Moravica (la « Moravica de Sokobanja ». Le village est entouré par les monts Jastrebac (la « montagne du faucon »), qui culminent à 1 492 m, et par le mont Ozren, qui s'élève à 1 178 m.
Žitkovac se trouve à 3 km d'Aleksinac. Il forme une unité avec les villages voisins de Moravac et de Prćilovica, ce qui en fait une des agglomérations les plus peuplées de la municipalité, comptant approximativement 7 000 habitants.

## Histoire
Žitkovac est mentionné pour la première fois dans un recensement turc en 1516 ; il est précisé que le village était alors connu sous deux noms, Stojanovac et Žitkovac ; il comptait 48 foyers serbes chrétiens et 6 foyers musulmans. Après que le village fut libéré de la présence turque, en 1833, il comptait 34 foyers. La frontière entre la principauté de Serbie et l'Empire ottoman passait alors près du village de Supovac, à environ 20 km au sud de Žitkovac.
L'église orthodoxe serbe des Saints-Archanges, située au centre du village, a été construite dans les années 1990, dans le style traditionnel des églises de la Serbie médiévale.

## Démographie

### Évolution historique de la population
| 1948  | 1953  | 1961  | 1971  | 1981  | 1991  | 2002  | 2011  |
| ----- | ----- | ----- | ----- | ----- | ----- | ----- | ----- |
| 1 124 | 1 237 | 1 754 | 2 255 | 2 464 | 2 735 | 2 680 | 2 569 |

|  |

## Économie
Žitkovac et toute la municipalité d'Aleksinac sont connus pour leur production de miel. Rodoljub Živadinović, de Žitkovac, est un des experts en apiculture les plus réputés en Serbie et dans les pays de l'ex-Yougoslavie. En raison de sa position, Žitkovac constitue l'un des pôles commerciaux de la municipalité d'Aleksinac.
En 1885, en raison du potentiel agricole du secteur de Žitkovac et de Moravac, fut créée la société Monopol, qui travaillait dans le domaine de la fabrication et de la vente de tabac ; la région produisait un type de tabac encore connu sous le nom de « tabac de Žitkovac » (en serbe : žitkovački (duvan)). L'entreprise resta indépendante pendant 90 ans, avant de rejoindre la Duvanska industrija Niš (code BELEX : DINN), une société qui, après sa privatisation, est entrée dans le groupe Philip Morris.

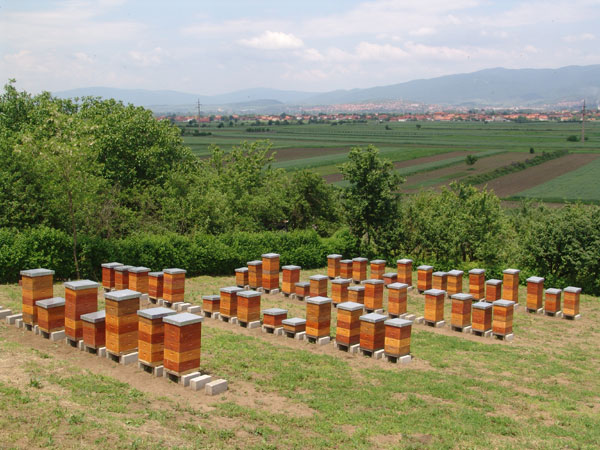
Ruches à Žitkovac
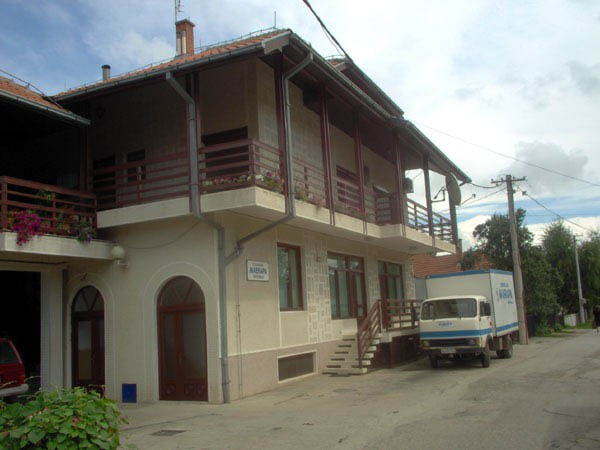
Laiterie à Žitkovac
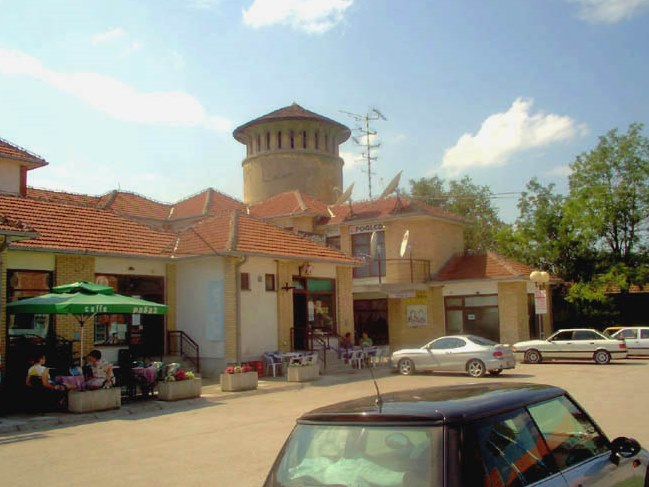
Le centre commercial du village, avec la tour du XIXe siècle
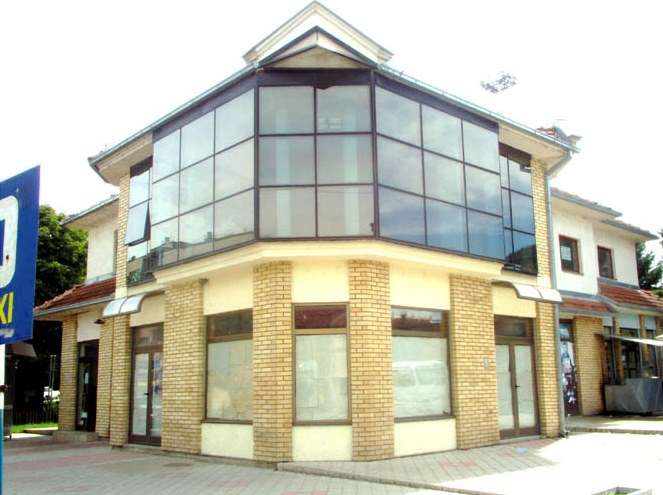
Le petit marché

## Tourisme

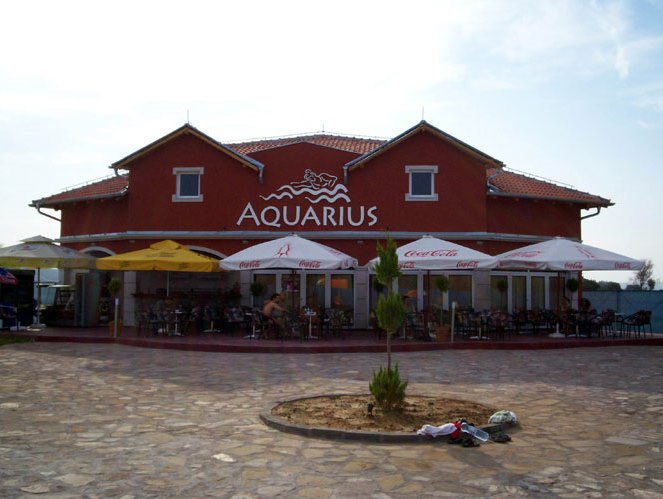
Le café « Aquarius »
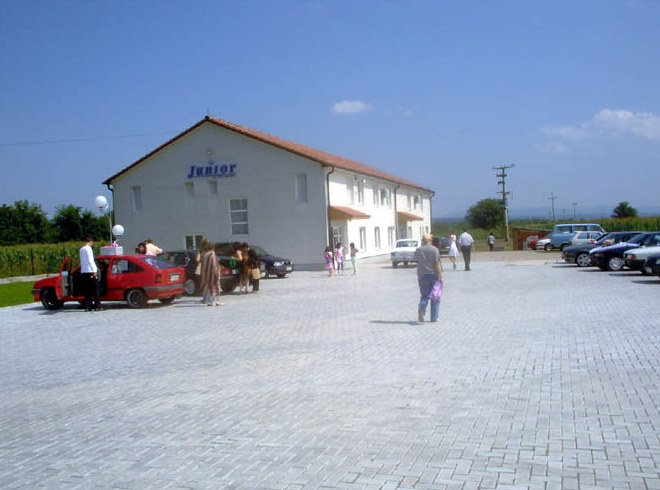
Le restaurant « Junior »

## Transports
La gare de Žitkovac a été construite au début du XXe siècle. Elle est située sur la ligne Belgrade-Nis et porte le nom de « Ville d'Alexinac » (en serbe : Grad Aleksinac et Град Алексинац). Le premier train sur cette ligne a circulé en 1884.
Žitkovac se trouve à environ 20 km au nord de Niš et à peu près la même distance au sud-est de Kruševac. La localité se trouve sur la route européenne E75, qui relie Belgrade à Niš, et, au-delà, à Vardø, en Norvège, et à Athènes.

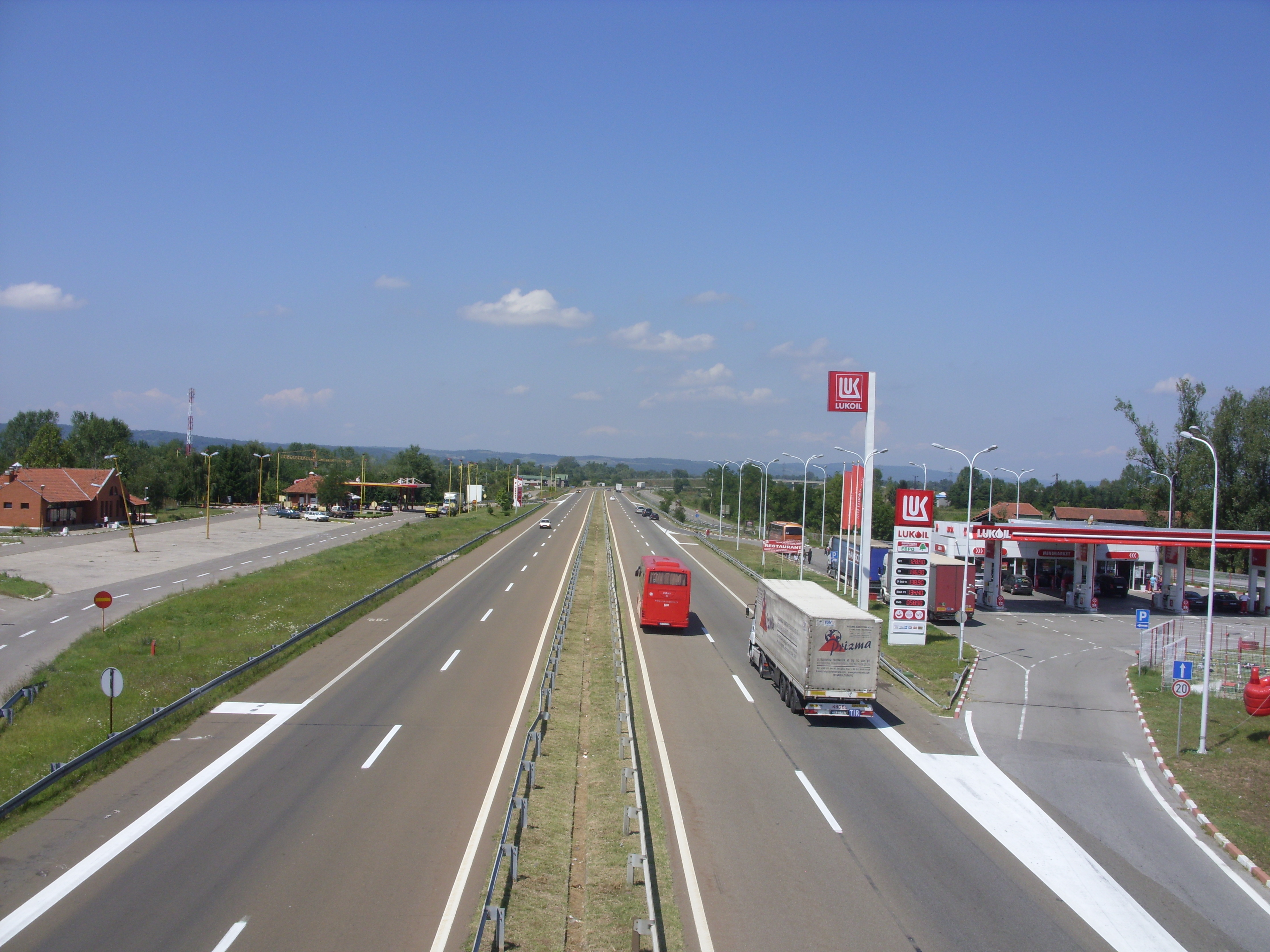
La route européenne E75
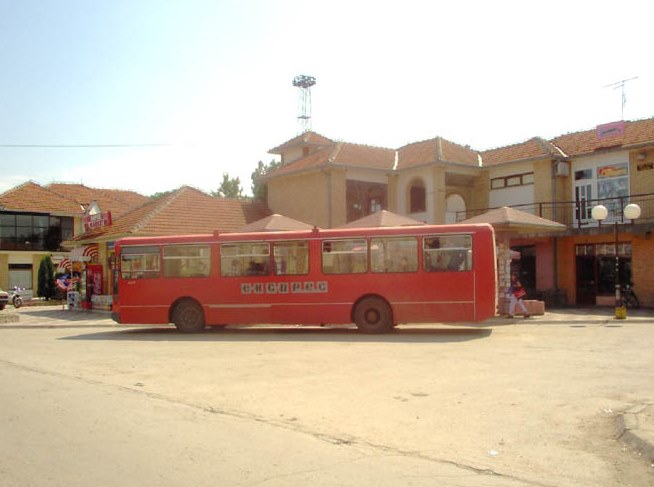
La gare routière de Žitkovac
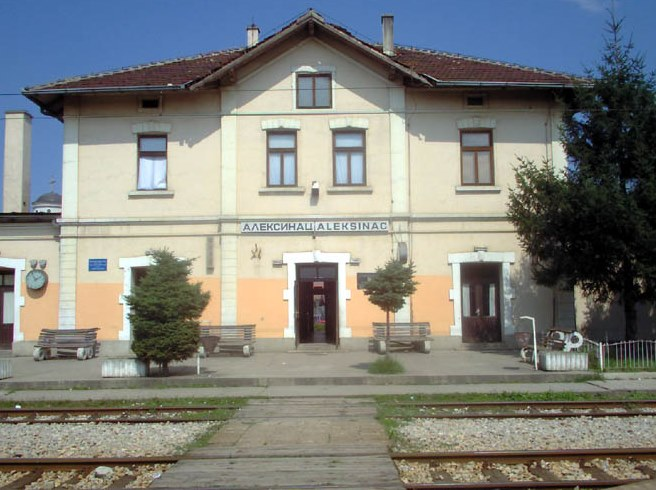
La gare ferroviaire de Žitkovac

## Personnalité
L'actrice Branka Mitić est né à Žitkovac en 1926.